# Vrata
En el contexto de la mitología hinduista, el término vrata denota un conjunto de prácticas religiosas para llevar a cabo ciertas acciones con el objeto de alcanzar la bendición divina y poder así cumplir uno o más deseos. 
Un vrata puede consistir en una o varias acciones como el ayuno completo o parcial en ciertos días específicos, una peregrinación (thirtha) a un lugar particular o a más de un lugar; una visita, Dárshana y puja en un templo particular o más de un templo; recitación de mantras y rezos o realizar puja y havans.
De acuerdo a los textos del hinduismo, vrata ayuda a la persona a lograr y cumplir sus deseos y se supone trae gracia y bendición divinas. A veces puede encomendarse a parientes cercanos o al purohit (sacerdote) familiar la obligación de realizar vrata en favor de otra persona.
El objeto de practicar vrata es tan variado como el deseo humano y puede incluir recuperar la salud y riqueza perdidas, engendrar un hijo, ayuda divina o la asistencia durante un periodo difícil de la vida.
Según muestra la historia de la India, en la Antigua India, vrata jugó un rol importante en la vida de los individuos siendo practicado a día de hoy por un buen número de hindúes.

## Etimología
Etimológicamente, vrata es una palabra sánscrita (también usada en lenguas indoeuropeas) que significa jurar o prometer. 'Vrata' denota 'voto religioso'. Es una de las palabras más ampliamente usada en la literatura religiosa y ritualista hindú. Derivada de la raíz verba 'vrn' ('elegir'), significa un juego de reglas y disciplinas. De ahí que 'Vrata' signifique práctica de cualquier ritual voluntariamente por un particular período. El propósito es propiciar una deidad y conseguir de ella lo que el vrati, practicante, quiere. Este proceso entero, sin embargo, debe ser asumido con un sankalpa o resolución religiosa, en una fecha y hora favorablemente arregladas como por el dictado de los almanaques religiosos hindúes llamados panjika.

## En los Puranas
Los puranas señalan varios tipos de vratas.
- 'kayika-vrata'. Es un prata pertinente al cuerpo. El hincapié es en la austeridad física como el ayuno, mantenerse insomne, tomar baños y otras actividades restrictivas en conexión con el propio cuerpo.
- 'vachika-vrata' o vrata relativo al habla. Aquí mucha importancia es dada a hablar la verdad y recitar las escrituras, siendo ambas una función del órgano del habla.
- 'manasa-vrata' o vrata pertinente a la mente. El énfasis aquí está en controlar la mente, a través de controlar la pasión y los prejuicios que emergen de ella.
- Payovrata – es la vrata o penitencia cumplida por la Diosa Aditi para propiciar al Señor Vishnu. Este vrata es discutido en detalle en el Bhagavata-purana.

Ninguna de estas disciplinas es exclusiva; pueden estar presentes en todos las vrata, en cualquier combinación.

## Vrata según el tiempo
Hay vratas además basados en el tiempo. Un vrata para ser practicado solo por un dina o día es un 'dina-vrata'. Uno duradero por un vaara o un paksha (semana o quincena) es un 'vaara-vrata' o un 'paksha-vrata' dependiendo del caso. Uno emprendido en un tithi (día de acorde al calendario lunar) particular o cuando un particular nakshatra (asterismo) está en el ascendente, es respectivamente llamado un 'tithi-vrata' o un 'nakshatra-vrata'. La mayoría de los vratas en boga ahora están basados en los tithis del calendario lunar.

## Según la deidad
Otra clasificación es de acuerdo a la deidad (un aspecto de Dios) adorada; por ejemplo, Swarna-gauri-vrata es dedicado a Gauri, otro nombre de Parvati Devi. Así mismo Vara-siddhi-vinayaka-vrata es para la propiciación del Señor Ganesha o Satya-narayana-vrata a Vishnu conocido como Satyanarayana.
El 10.º Canto, 22vo Capítulo del Bhagavata Purana, menciona las jóvenes hijas en edad para ser desposadas (gopis) del arriero de Gokula, rindiendo culto a la Diosa Katyayani y tomando el vrata o voto, durante el mes entero de Margashirsha, el primes mes de la estación de invierno, para obtener al Señor Krisna como su esposo.

## Impacto en la sociedad
Cualquier persona que tenga fe en él y deseos de practicarlo conforme a las reglas reúne los requisitos, incluso si la persona es un "mleccha" o extranjero. 
Durante el periodo de los vedas los sacrificios fueron estrictamente restringidos a los hombres de las tres castas superiores llamadas dvijas significando nacidos dos veces. Las puertas de los vratas fueron abiertas para uno y todos durante el movimiento bhakti, trayendo de este modo el hinduismo ritualístico especialmente a las castas inferiores y las mujeres. Ellos tuvieron denegado este privilegio por siglos. Históricamente hablando, esto debe haber sido un golpe maestro ideado por los líderes religiosos liberales de la sociedad hindú para prevenir el éxodo de su rebaño hacia los rediles jaina y budista, los cuales estaban singularmente libres del laberinto de rituales y ofrecían una religión simple y conducta ética para el público común.

## Reglas
Aunque las reglas concernientes a los vratas han sido muy liberalizadas para abrazar cualquier segmento de la sociedad, hay algunas reglas guiando el proceso entero para proteger y preservar la santidad del ritual y pueden ser resumidas así:
Durante el periodo de cumplimiento de un vrata, uno debe mantener la propia persona limpia y pura, cumplir celibato, decir la verdad, practicar la abstención, rechazar los alimentos no-vegetarianos y practicar escrupulosamente todos los rituales relacionados.
El vrata no puede ser dejado sin terminar, ni comenzar uno nuevo antes de completar el anterior. Uno nunca debe comenzar el cumplimiento mientras en ashaucha ceremonial la impureza tomó lugar por el nacimiento o la muerte en la familia de uno. Una vez que se toma la decisión de practicar vrata, la ceremonia debe ser hecha únicamente en el tiempo favorable, lugar y modo establecido por los libros.
Las personas muy ancianas o muy enfermas pueden obtener los beneficios del vrata practicado por parientes cercanos. 

## En el jainismo
En el Jainismo, los vratas (elementos de autocontrol) forman el núcleo del Jainismo práctico. Los monjes jain siguen los cinco Mahavratas (grandes vratas), mientras los laicos siguen los cinco Anuvratas (vratas minúsculos). En adición, hay varios ayunos comunes también calificados vratas.